# Villa Lien
Die Villa Lien ist eine denkmalgeschützte Villa in Bad König. Sie wurde von 1896 bis 1900 für den Fabrikanten Georg Lien erbaut und wird heute als Kurklinik genutzt.

## Geschichte
Die Villa wurde von 1896 bis 1900 nach Plänen von Arthur Wienkoop für den Fabrikanten Georg Lien erbaut. Lien entstammte einer alten Mümling-Grumbacher Müllersfamilie und war der Gründer der Hacken-Fabrik in der ehemaligen Morasch-Mühle in Etzen-Gesäß. Grabmale der Familie Lien sind auf dem Friedhof in Bad König erhalten.
Das Gebäude wurde in jüngerer Zeit zu einer Kurklinik umgebaut, wobei die originale Innenausstattung verloren ging.

## Beschreibung
Der großstädtisch dimensionierte Putzbau weist Gliederung und Dekor aus Sandstein auf. An der linken Gebäudeecke befindet sich ein burgenartiger Eckturm mit Fachwerkaufbau, davor ragt ein von einem Schweifgiebel bekrönter Risalit aus der Fassade. Den rechten Abschluss bildet ein polygonaler Eckturm mit welscher Haube. Vorgelagert ist eine Veranda mit einem aus dem Balkon des Risalits hervorgehenden Altan. Die südwestliche Giebelseite weist einen weiteren Schweifgiebel auf. Der parkartige Garten und die Einfriedung mit einem neobarocken Eingangstor stammen noch aus der Bauzeit. Die Villa gilt als herausragendes Beispiel repräsentativer historistischer Architektur im Odenwald.